# Maria Chiara Giannetta
Maria Chiara Giannetta (n. 20 mai 1992, Foggia, Apulia, Italia) este o actriță și moderatoare de televiziune italiană.